# Сьмяри
Сьмяри (пол. Śmiary) — село в Польщі, у гміні Вішнев Седлецького повіту Мазовецького воєводства.
Населення — 198 осіб (2011).
У 1975-1998 роках село належало до Седлецького воєводства.

## Демографія
Демографічна структура станом на 31 березня 2011 року:
|          | Загалом | Допрацездатний вік | Працездатний вік | Постпрацездатний вік |
| -------- | ------- | ------------------ | ---------------- | -------------------- |
| Чоловіки | 99      | 34                 | 52               | 13                   |
| Жінки    | 99      | 21                 | 58               | 20                   |
| Разом    | 198     | 55                 | 110              | 33                   |